# Catacumba da Via Rovigno d'Istria
Catacumba da Via Rovigno d’Istria é uma catacumba romana localizada na Via Rovigno d'Istria, no quartiere Collatino de Roma. 

## História
Entre 1953 e 1954, durante as obras para abertura da Via Rovigno d’Istria, foi descoberta e parcialmente destruída uma pequena catacumba com dois pisos com galerias escavadas na rocha de cappellaccio. Ao primeiro se chegava através de uma escada que terminava numa câmara quadrangular coberta por uma abóbada e com paredes de tijolos revestidas de gesso. Este ambiente tinha a função de vestíbulo de entrada da catacumba, que se dava mediante duas aberturas arqueadas nos lados mais curtos. As galerias eram um tanto baixas e muito largas, apresentando lóculos grandes, originalmente fechados com telhas ou tijolos, dos quais inúmeros fragmentos foram encontrados no chão.
O segundo piso, o único conservado, ficava sob as galerias a e b do primeiro piso e era acessado por uma escada diante de uma das duas aberturas do vestíbulo do nível superior. Em toda parte estavam grande lóculos sem tampas e apenas quatro arcossólios, mas dentro deles os esqueletos dos defuntos foram preservados. A galeria, muito larga e mais alta do que a do nível de cima, preserva uma particularidade arquitetônica única, conservando quatro pilastras construídas para sustentar a cobertura. Não se confirmou o caráter cristão desta catacumba nem sua datação por causa dos poucos estudos realizados até o momento.
O monumento atualmente não está acessível ao público.